# Grand Prix Włoch 1979
Grand Prix Włoch 1979 (oryg. Gran Premio d'Italia) – 13. runda Mistrzostw Świata Formuły 1 w sezonie 1979, która odbyła się 9 września 1979, po raz 30. na torze Monza.
50. Grand Prix Włoch, 30. zaliczane do Mistrzostw Świata Formuły 1.

## Klasyfikacja
| Poz. | Nr. | Kierowca              | Konstruktor        | Okrążeń | Czas/powód NU | Poz. start. | Punktów |
| ---- | --- | --------------------- | ------------------ | ------- | ------------- | ----------- | ------- |
| 1    | 11  | Jody Scheckter        | Ferrari            | 50      | 1:22:00.22    | 3           | 9       |
| 2    | 12  | Gilles Villeneuve     | Ferrari            | 50      | +0.46 sek.    | 5           | 6       |
| 3    | 28  | Clay Regazzoni        | Williams-Ford      | 50      | +4.78 sek.    | 6           | 4       |
| 4    | 5   | Niki Lauda            | Brabham-Alfa Romeo | 50      | +54.40 sek.   | 9           | 3       |
| 5    | 1   | Mario Andretti        | Lotus-Ford         | 50      | +59.70 sek.   | 10          | 2       |
| 6    | 4   | Jean-Pierre Jarier    | Tyrrell-Ford       | 50      | +1:01.55      | 16          | 1       |
| 7    | 2   | Carlos Reutemann      | Lotus-Ford         | 50      | +1:24.14      | 13          |         |
| 8    | 14  | Emerson Fittipaldi    | Fittipaldi-Ford    | 49      | +1 okrążenie  | 20          |         |
| 9    | 27  | Alan Jones            | Williams-Ford      | 49      | +1 okrążenie  | 4           |         |
| 10   | 3   | Didier Pironi         | Tyrrell-Ford       | 49      | +1 okrążenie  | 12          |         |
| 11   | 9   | Hans Joachim Stuck    | ATS-Ford           | 49      | +1 okrążenie  | 15          |         |
| 12   | 36  | Vittorio Brambilla    | Alfa Romeo         | 49      | +1 okrążenie  | 22          |         |
| 13   | 29  | Riccardo Patrese      | Arrows-Ford        | 47      | +3 okrążenia  | 17          |         |
| 14   | 15  | Jean-Pierre Jabouille | Renault            | 45      | Silnik        | 1           |         |
| NU   | 26  | Jacques Laffite       | Ligier-Ford        | 41      | Silnik        | 7           |         |
| NU   | 20  | Keke Rosberg          | Wolf-Ford          | 41      | Silnik        | 23          |         |
| NU   | 25  | Jacky Ickx            | Ligier-Ford        | 40      | Silnik        | 11          |         |
| NU   | 18  | Elio de Angelis       | Shadow-Ford        | 33      | Sprzęgło      | 24          |         |
| NU   | 35  | Bruno Giacomelli      | Alfa Romeo         | 28      | Wypadł z toru | 18          |         |
| NU   | 16  | René Arnoux           | Renault            | 13      | Silnik        | 2           |         |
| NU   | 7   | John Watson           | McLaren-Ford       | 13      | Wypadek       | 19          |         |
| NU   | 8   | Patrick Tambay        | McLaren-Ford       | 3       | Silnik        | 14          |         |
| NU   | 30  | Jochen Mass           | Arrows-Ford        | 3       | Zawieszenie   | 21          |         |
| NU   | 6   | Nelson Piquet         | Brabham-Alfa Romeo | 1       | Wypadek       | 8           |         |
| NZ   | 17  | Jan Lammers           | Shadow-Ford        |         |               |             |         |
| NZ   | 22  | Marc Surer            | Ensign-Ford        |         |               |             |         |
| NZ   | 24  | Arturo Merzario       | Merzario-Ford      |         |               |             |         |
| NZ   | 31  | Héctor Rebaque        | Rebaque-Ford       |         |               |             |         |